# Calice (botanica)

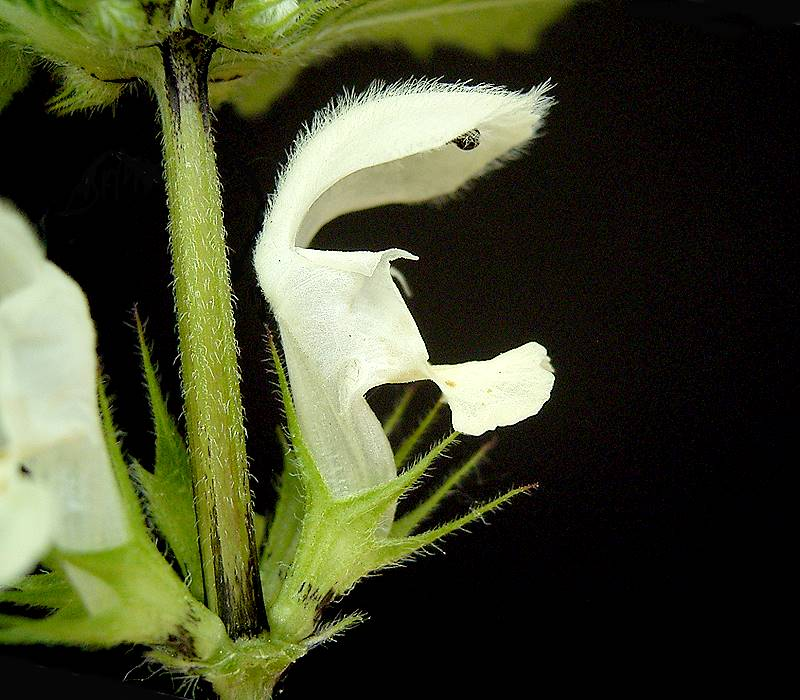
Calice gamosepalo in Lamium album

Il calice è l'insieme dei sepali; costituisce il primo verticillo del perianzio del fiore diclamide. Racchiude gli altri organi del fiore prima ch'esso sbocci, proteggendoli. Assieme alla corolla forma il perianzio.

## Classificazione
I sepali sono foglie modificate; generalmente verdi, possono assumere aspetto di petalo, e colorarsi, e allora vengono detti petaloidi. In ogni caso, essi possono essere fusi in varia misura, e allora il calice si dice gamosepalo, o del tutto liberi, e quindi inseriti singolarmente sul ricettacolo, nel qual caso il calice si dice dialisepalo.
Durante lo sviluppo del fiore, il calice può subire differenti destini: se esso cade precocemente, si dice caduco o deciduo; se si conserva sul frutto, è persistente; se, infine, non soltanto è persistente, ma si accresce fino a formare un involucro attorno al frutto, allora viene detto accrescente.
La forma del calice dipende, naturalmente, dalla disposizione dei sepali; esso dicesi cilindrico, se ha la forma di un cilindro, campanulato, se ha la forma di una piccola campana, urceolato, se presenta un rigonfiamento nella parte mediana, così, da assomigliare a un orcio, galeato, se ha la forma di un elmo, eccetera. In base alla posizione dei sepali rispetto al ricettacolo viene definito chiuso quando i sepali si toccano nei margini; spiegato se rimangono orizzontali e reflesso se appaiono rovesciati verso il basso.

## Galleria d'immagini

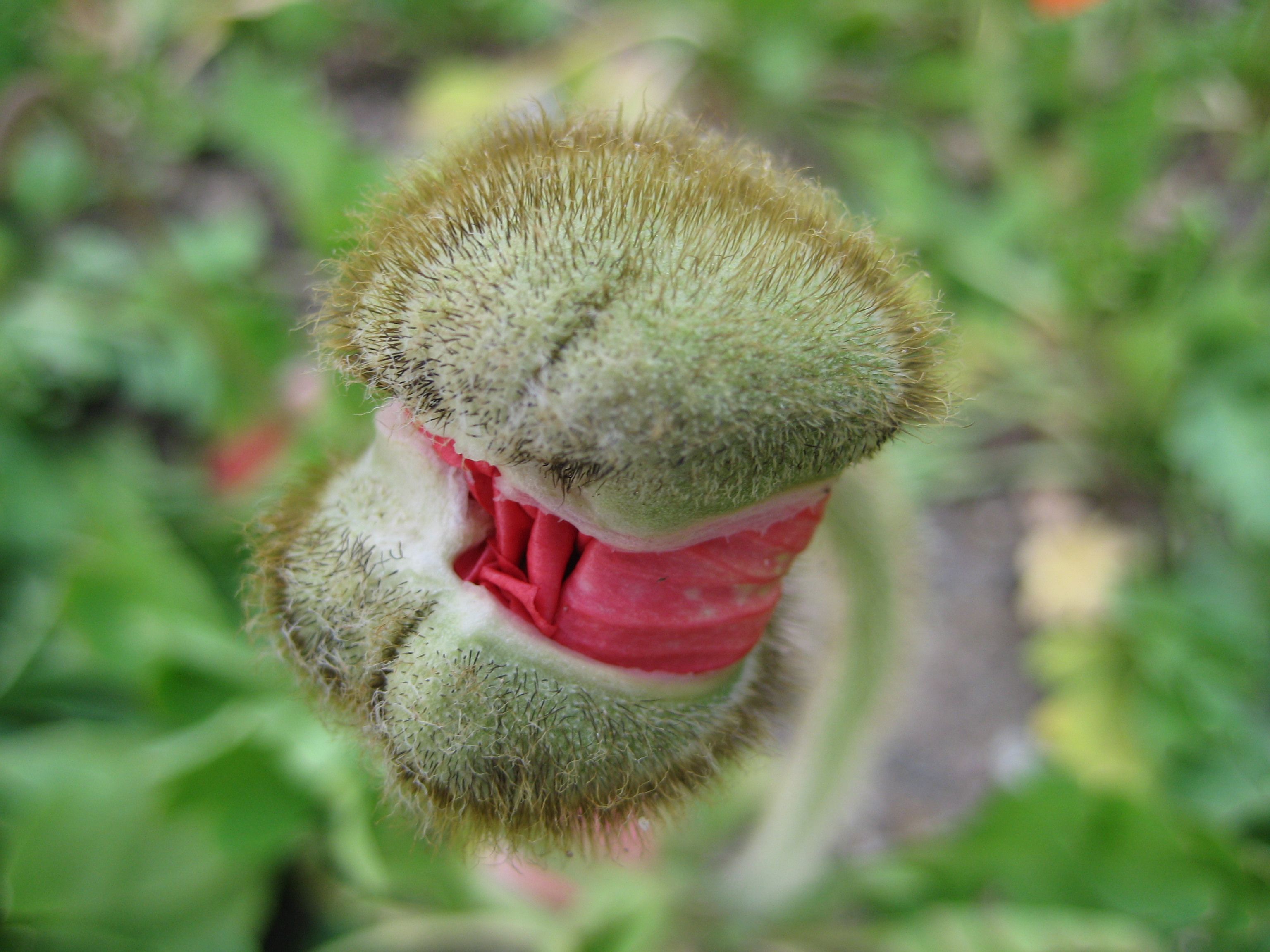
calice caduco nel papavero dei campi
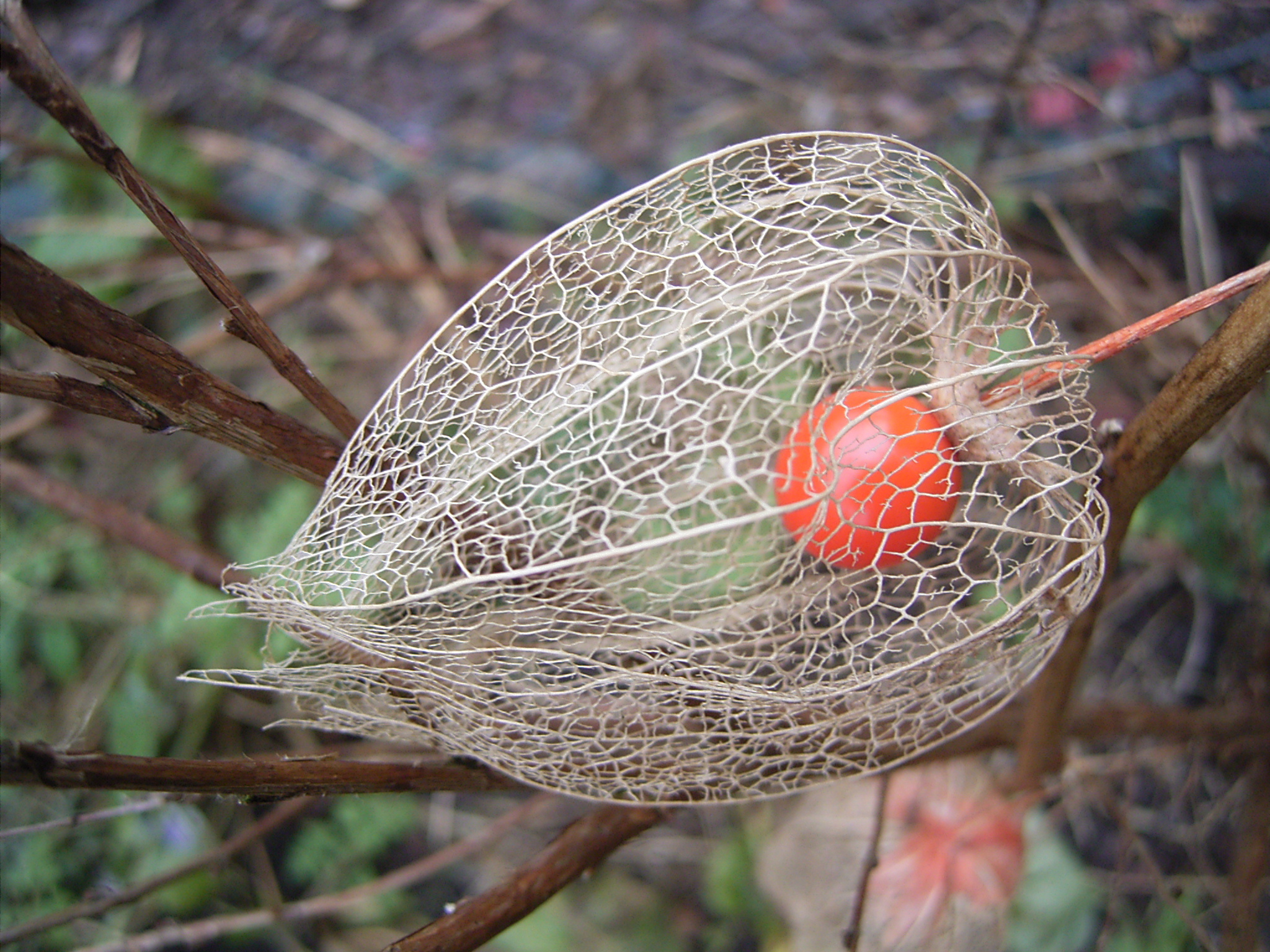
calice accrescente in un Alkekengi officinarum
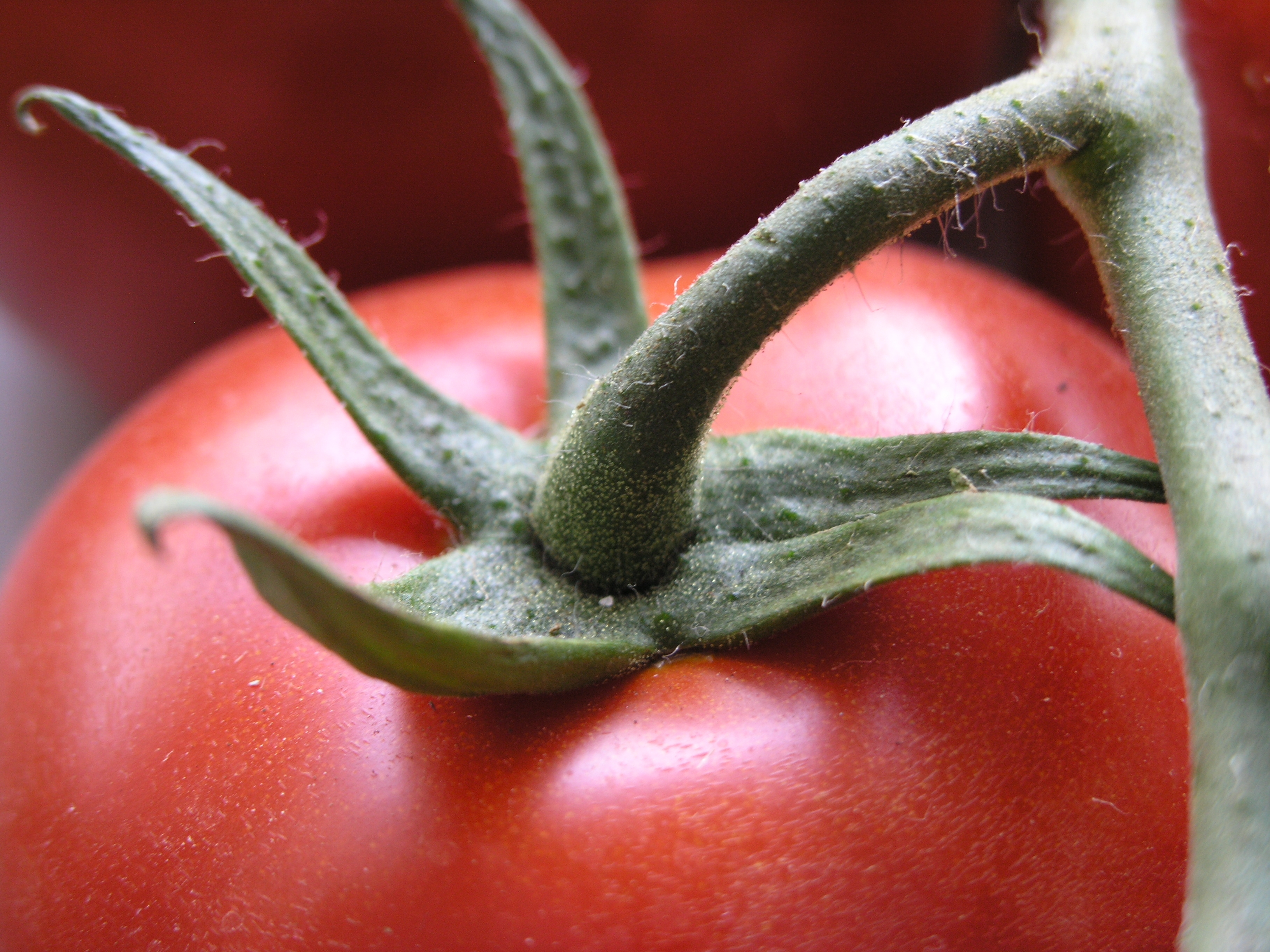
calice persistente in un pomodoro
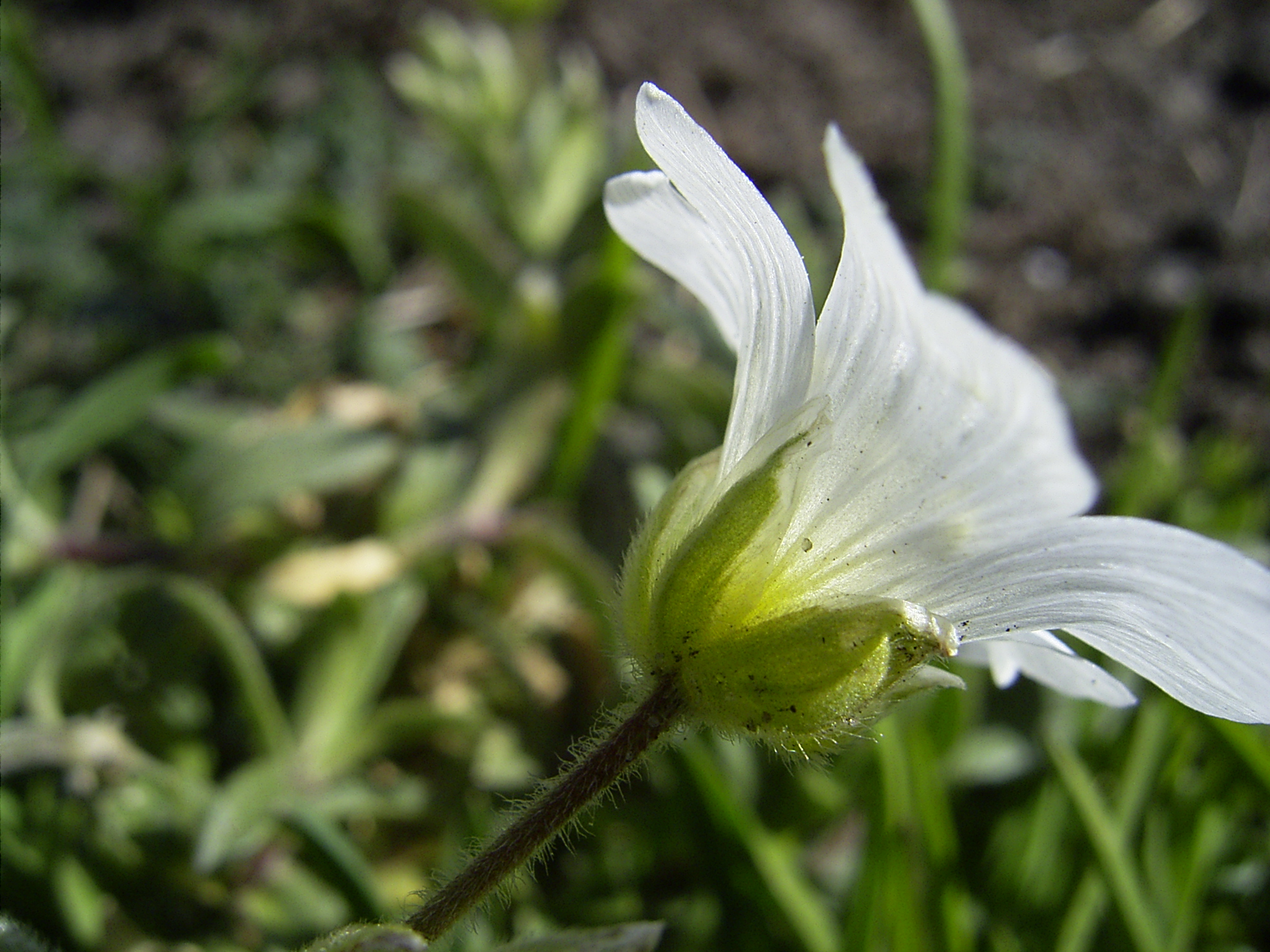
calice dialisepalo in Cerastium arvense